# 2021 w muzyce
Wydarzenia muzyczne w 2021 roku.

## Wydarzenia
Z powodu pandemii COVID-19 niektóre koncerty i festiwale w 2021 zostały odwołane, ale niektóre zostają wznowione w reżimie sanitarnym.

### Polska

#### Festiwale
- 25. Wielkanocny Festiwal Ludwiga van Beethovena, 20 marca – 2 kwietnia[1]
- 60. Festiwal Muzyczny w Łańcucie, 20 czerwca – 2 lipca[2]
- 23. Bielska Zadymka Jazzowa, 23–27 czerwca[3]
- LVIII Krajowy Festiwal Piosenki Polskiej w Opolu, 3–6 września[4][5]
- 57. Jazz nad Odrą, Wrocław, 15–19 września[6][7]
- XVIII Międzynarodowy Konkurs Pianistyczny im. Fryderyka Chopina, Warszawa, 2–23 października[8]
- 63. Jazz Jamboree, Warszawa, 21–24 października[9]

### Świat

#### Koncerty
- 18, 20 i 22 maja 2021 – Eurowizja 2021

## Zmarli
- 1 stycznia
  - Carlos do Carmo – portugalski śpiewak, wykonawca muzyki fado (ur. 1939)[10]
  - Zoran Corłew – macedoński skrzypek, wokalista, kompozytor muzyki ludowej, profesor (ur. 1967)[11]
- 3 stycznia
  - Gerry Marsden – angielski piosenkarz, lider zespołu Gerry and the Pacemakers (ur. 1942)[12][13][14]
- 4 stycznia
  - Tagir Kamałow – rosyjski dyrygent (ur. 1962)[15]
  - Kristë Lekaj – albański dyrygent i kompozytor (ur. 1935)[16]
- 5 stycznia
  - John Georgiadis – brytyjski skrzypek i dyrygent (ur. 1939)[17]
- 6 stycznia
  - Bobby Few – amerykański pianista i wokalista jazzowy (ur. 1935)[18]
- 7 stycznia
  - Biserka Cvejić – serbska śpiewaczka operowa (mezzosopran) (ur. 1923)[19]
- 8 stycznia
  - Ed Bruce – amerykański muzyk country (ur. 1939)[20][21]
  - Michael Fonfara – kanadyjski klawiszowiec (ur. 1946)[22]
- 9 stycznia
  - Grzegorz Guziński – polski wokalista, członek zespołu Flapjack (ur. 1975)[23][24]
- 10 stycznia
  - Mark Keds – angielski piosenkarz, autor piosenek, gitarzysta (ur. 1970)[25]
  - David Stypka – czeski wokalista i gitarzysta (ur. 1979)[26][27][28]
- 11 stycznia
  - Howard Johnson – amerykański tubista i multiinstrumentalista jazzowy (ur. 1941)[29][30]
- 13 stycznia
  - Tim Bogert – amerykański basista rockowy (ur. 1944)[31]
  - Sylvain Sylvain – amerykański gitarzysta, członek zespołu New York Dolls (ur. 1951)[32][33]
- 14 stycznia
  - Jacek Kraszewski – polski dyrygent i pedagog (ur. 1957)[34][35]
  - Elijah Moshinsky – australijski reżyser operowy (ur. 1946)[36]
  - Joanne Rogers – amerykańska pianistka (ur. 1928)[37]
- 15 stycznia
  - Janusz Kopczyński – polski oboista i pedagog, prof. dr hab. (ur. 1953)[38][39][40]
- 16 stycznia
  - Phil Spector – amerykański producent muzyczny (ur. 1939)[41]
- 17 stycznia
  - Junior Mance – amerykański pianista i kompozytor jazzowy (ur. 1928)[42][43]
  - Sammy Nestico – amerykański kompozytor, aranżer i bandleader (ur. 1924)[44]
- 18 stycznia
  - Maria Koterbska – polska piosenkarka (ur. 1924)[45]
  - Jimmie Rodgers – amerykański piosenkarz pop (ur. 1933)[46]
- 19 stycznia
  - John Russell – angielski gitarzysta akustyczny (ur. 1954)[47][48]
  - Osman-Faruk Sijarić – bośniacki skrzypek, profesor Akademii Muzycznej w Sarajewie (ur. 1942)[49]
  - Zofia Śliwińska – polska śpiewaczka operowa (sopran) (ur. 1920)[50][51][52]
- 20 stycznia
  - Andrzej Bieniasz – polski muzyk, gitarzysta, kompozytor i autor tekstów, członek zespołów Düpą i Püdelsi (ur. 1954)[53]
  - Pavel Blatný – czeski kompozytor i pianista (ur. 1931)[54]
  - Keith Nichols – angielski multiinstrumentalista jazzowy (ur. 1945)[55]
- 23 stycznia
  - Jonas Gwangwa – południowoafrykański muzyk jazzowy (ur. 1937)[56][57]
- 24 stycznia
  - Zbigniew Ciechan, polski kompozytor, pianista, aranżer, pedagog i publicysta muzyczny (ur. 1929)[58]
- 27 stycznia
  - Benedykt Konowalski – polski kompozytor, dyrygent i pedagog (ur. 1928)[59]
- 28 stycznia
  - Sibongile Khumalo – południowoafrykańska piosenkarka (ur. 1957)[60]
- 29 stycznia
  - Ahmed Achour – tunezyjski kompozytor i dyrygent (ur. 1945)[61]
  - Hilton Valentine – angielski muzyk, gitarzysta zespołu The Animals (ur. 1943)[62]
- 30 stycznia
  - Alla Joszpe – rosyjska piosenkarka, Ludowy Artysta Federacji Rosyjskiej (ur. 1937)[63]
  - Sophie – szkocka twórczyni muzyki elektronicznej i pop, producentka, wokalistka, kompozytorka oraz DJ (ur. 1986)[64]
- 31 stycznia
  - Ladislav Štaidl – czeski muzyk, kompozytor i producent muzyczny (ur. 1945)[65]
  - Eric Wetherell – angielski dyrygent, kompozytor, organista, pianista, aranżer (ur. 1925)[66]
- 1 lutego
  - Yuval Waldman – amerykański skrzypek (ur. 1946)[67]
- 2 lutego
  - Libuše Domanínská – czeska śpiewaczka operowa (sopran) (ur. 1924)[68]
- 3 lutego
  - Kris De Bruyne – belgijski piosenkarz (ur. 1950)[69]
  - Anne Feeney – amerykańska piosenkarka folkowa (ur. 1951)[70][71]
  - Jim Weatherly – amerykański piosenkarz i muzyk country (ur. 1943)[72][73]
- 5 lutego
  - Uli Rennert – austriacki muzyk jazzowy, kompozytor i pedagog (ur. 1960)[74]
  - Örs Siklósi – węgierski piosenkarz, wokalista zespołu AWS, reprezentant Węgier w Konkursie Piosenki Eurowizji 2018 (ur. 1992)[75]
- 7 lutego
  - Anatol Waliczenka – polski dyrygent, chórmistrz, pedagog, kolekcjoner (ur. 1934)[76]
- 8 lutego
  - Mary Wilson – amerykańska wokalistka, członek zespołu The Supremes (ur. 1944)[77][78][79]
- 9 lutego
  - Chick Corea – amerykański pianista jazzowy i kompozytor (ur. 1941)[80]
  - Ghédalia Tazartès – francuski multiinstrumentalista, wokalista i kompozytor (ur. 1947)[81]
- 10 lutego
  - Denny Christianson – amerykański muzyk jazzowy (ur. 1942)[82]
- 11 lutego
  - Andonis Kalojannis – grecki piosenkarz (ur. 1940)[83]
  - Antoni Kopff – polski pianista, kompozytor, aranżer, autor muzyki do wielu piosenek, producent telewizyjny (ur. 1944)[84]
- 12 lutego
  - Milford Graves – amerykański perkusista i perkusjonista jazzowy (ur. 1941)[85][86]
  - Rupert Neve – angielski inżynier dźwięku (ur. 1926)[87][88]
- 13 lutego
  - Louis Clark – angielski muzyk, aranżer, klawiszowiec Electric Light Orchestra (ur. 1947)[89]
- 14 lutego
  - Peter Martinček – słowacki kompozytor i dyrygent (ur. 1962)[90][91]
- 15 lutego
  - Steuart Bedford – angielski kompozytor i dyrygent (ur. 1939)[92][93]
  - Andréa Guiot – francuska śpiewaczka operowa (sopran) (ur. 1928)[94]
  - Johnny Pacheco – dominikański muzyk (ur. 1935)[95]
- 17 lutego
  - Marc Ellington – brytyjski muzyk country (ur. 1945)[96]
  - U-Roy – jamajski muzyk reggae (ur. 1942)[97]
- 18 lutego
  - Violeta Dávalos – meksykańska śpiewaczka operowa (sopran) (ur. 1969)[98]
  - Prince Markie Dee – amerykański raper, autor piosenek, producent i prezenter radiowy (ur. 1968)[99]
  - Isaac Kottukapally – indyjski kompozytor (ur. 1948)[100]
- 19 lutego
  - Luigji Albertelli – włoski kompozytor i autor tekstów, osobowość telewizyjna (ur. 1934)[101][102]
  - Đorđe Balašević – serbski pieśniarz, poeta i autor tekstów (ur. 1953)[103][104]
  - Philippe Chatel – francuski kompozytor i piosenkarz (ur. 1948)[105]
- 20 lutego
  - Barry Booth – angielski kompozytor, dyrygent i pianista (ur. 1937)[106]
  - Richard Shephard – brytyjski kompozytor muzyki sakralnej, pedagog (ur. 1949)[107]
- 21 lutego
  - Ewa Kofin – polska teoretyczka muzyki, publicystka, krytyk i pedagog muzyczny (ur. 1931)
- 22 lutego
  - Antoine Hodge – amerykański śpiewak operowy (bas-baryton) (ur. 1982)[108]
- 23 lutego
  - Vojkan Borisavljević – serbski kompozytor i dyrygent (ur. 1947)[109]
  - Luz Maria Puente – meksykańska pianistka (ur. 1923)[110]
- 24 lutego
  - Wolfgang Boettcher – niemiecki wiolonczelista (ur. 1935)[111]
- 28 lutego
  - Jorge Oñate – kolumbijski piosenkarz (ur. 1949)[112]
- 1 marca
  - Michael Gudinski – australijski przedsiębiorca, promotor koncertowy (ur. 1952)[113]
  - Agim Krajka – albański kompozytor (ur. 1937)[114]
  - Ralph Peterson Jr. – amerykański perkusista jazzowy, bandleader (ur. 1962)[115]
- 2 marca
  - Chris Barber – angielski muzyk jazzowy, puzonista, sakshornista, basista i kierownik zespołu (ur. 1930)[116][117]
  - Radim Pařízek – czeski muzyk heavymetalowy (ur. 1953)[118]
  - Bunny Wailer – jamajski muzyk reggae (ur. 1947)[119][120]
- 3 marca
  - Duffy Jackson – amerykański perkusista jazzowy (ur. 1953)[121]
  - Maria José Valério – portugalska piosenkarka (ur. 1933)[122]
- 4 marca
  - Henryk Skotarczyk – polski muzyk ludowy i twórca instrumentów ludowych (kozioł), laureat Nagrody im. Oskara Kolberga (ur. 1934)[123]
- 5 marca
  - Michael Stanley – amerykański piosenkarz, gitarzysta, autor piosenek i prezenter radiowy (ur. 1948)[124]
- 6 marca
  - Lou Ottens – holenderski inżynier, znany jako wynalazca kasety magnetofonowej (ur. 1926)[125]
  - Carmel Quinn – irlandzko-amerykańska piosenkarka i artystka estradowa (ur. 1925)[126]
- 7 marca
  - Dmitrij Baszkirow – rosyjski pianista i pedagog (ur. 1931)[127]
  - Sanja Ilić – serbski klawiszowiec, wokalista i kompozytor, członek zespołu Balkanika (ur. 1951)[128]
  - Lars-Göran Petrov – szwedzki perkusista, wokalista metalowy, członek zespołu Entombed (ur. 1972)[129]
- 8 marca
  - Trevor Peacock – angielski aktor, dramaturg, autor tekstów piosenek (ur. 1931)[130]
  - Éva Tordai – węgierska śpiewaczka operowa (sopran) (ur. 1937)[131]
- 9 marca
  - Freddy Birset – belgijski piosenkarz i muzyk (ur. 1948)[132]
  - Maarja Haamer – estońska śpiewaczka operowa (sopran), pedagog (ur. 1938)[133]
  - James Levine – amerykański dyrygent i pianista (ur. 1943)[134]
  - Liudmiła Liadowa – rosyjska piosenkarka i kompozytorka; Ludowa Artystka RFSRR (ur. 1925)[135]
  - Len Skeat – brytyjski kontrabasista jazzowy (ur. 1937)[136]
- 10 marca
  - János Gonda – węgierski pianista jazzowy (ur. 1932)[137]
  - Ludmiła Ladowa – rosyjska piosenkarka i kompozytorka; Ludowa Artystka RFSRR (ur. 1925)[138]
- 11 marca
  - Florentín Giménez – paragwajski pianista i kompozytor (ur. 1925)[139]
  - Wiktor Lebiediew – rosyjski kompozytor (ur. 1941)[140][141]
  - Eliseo Robles – meksykański piosenkarz (ur. 1922)[142]
- 13 marca
  - Kenneth Cooper – amerykański klawesynista, pianista, dyrygent, muzykolog i pedagog (ur. 1941)[143]
- 14 marca
  - Eulalio Cervantes – meksykański saksofonista rockowy (ur. 1968)[144][145]
  - Henryk Orzyszek – polski organista, pedagog i publicysta, autor książek (ur. 1935)[146][147]
- 16 marca
  - Krystyna Konarska – polska piosenkarka (ur. 1941)[148][149]
- 17 marca
  - Mayada Basilis – syryjska piosenkarka (ur. 1967)[150]
  - Antón García Abril – hiszpański kompozytor i muzyk (ur. 1933)[151]
  - Valeriu Negruța – mołdawski dyrygent i skrzypek (ur. 1940)[152]
  - Freddie Redd – amerykański pianista i kompozytor jazzowy (ur. 1928)[153]
  - Peter Slivka – słowacki piosenkarz (ur. 1966)[154]
  - Anna Wójtowicz – polska skrzypaczka, członkini zespołu Anawa (ur. 1948)[155]
- 18 marca
  - Paul Jackson – amerykański basista i kompozytor jazzowy (ur. 1947)[156][157]
- 19 marca
  - Cristián Cuturrufo – chilijski trębacz jazzowy (ur. 1972)[158]
- 20 marca
  - Constance Demby – amerykańska muzyk eksperymentalna, malarka, rzeźbiarka i producent multimediów (ur. 1939)[159]
  - Buddy Deppenschmidt – amerykański perkusista jazzowy (ur. 1936)[160]
  - Taryn Fiebig – australijska śpiewaczka operowa (sopran) (ur. 1972)[161]
  - Antoni Gref – polski dyrygent, kompozytor i fagocista (ur. 1942)[162]
  - Wojciech Krawczyk – polski wokalista punkrockowy, lider zespołu Homomilitia (ur. 1970)[163]
  - Jewgienij Niestierienko – rosyjski śpiewak operowy (bas) (ur. 1938)[164][165][166]
- 21 marca
  - Trisutji Kamal – indonezyjska kompozytorka i pianistka (ur. 1936)[167]
  - Jurij Smirnow – rosyjski gitarzysta, kompozytor, pedagog (ur. 1935)[168][169]
- 22 marca
  - Peter Wimberger – austriacki śpiewak operowy (bas) (ur. 1940)[166]
- 23 marca
  - Hana Hegerová – czeska aktorka i piosenkarka (ur. 1931)[170][171]
  - Mariusz Wnuk – polski puzonista jazzowy (ur. 1943)[172]
- 24 marca
  - Don Heffington – amerykański perkusista i perkusjonista, autor piosenek (ur. 1950)[173]
  - Rudolf Kelterborn – szwajcarski kompozytor (ur. 1931)[174][175]
- 25 marca
  - John Morehen – brytyjski kompozytor muzyki sakralnej, organista, pedagog (ur. 1941)[176]
- 26 marca
  - Cornelia Catangă – rumuńska piosenkarka (ur. 1958)[177]
  - Leon Lewandowski – polski skrzypek, muzykant, laureat Nagrody im. Oskara Kolberga (ur. 1926)[178][179]
- 27 marca
  - Lucyna Arska – polska piosenkarka i aktorka (ur. 1933)[180]
- 28 marca
  - Jerzy Bojanowski – polski działacz studencki i popularyzator jazzu (ur. 1936)[181][182]
  - Olgierd Buczek – polski piosenkarz (ur. 1931)[183]
  - Malcolm Cecil – brytyjski basista jazzowy, producent nagrań, inżynier i twórca muzyki elektronicznej (ur. 1937)[184]
  - Lucjan Czerny – polski aktor i piosenkarz, dziennikarz radiowy i artysta estradowy (ur. 1945)[185]
  - Ryszard Zimak – polski dyrygent i pedagog, profesor sztuk muzycznych, rektor Akademii Muzycznej (1999–2005) i Uniwersytetu Muzycznego Fryderyka Chopina (2012–2016) (ur. 1947)[186]
- 29 marca
  - Elaine Hugh-Jones – walijska pianistka, kompozytorka i pedagog (ur. 1927)[187]
  - Theodore Lambrinos – amerykański śpiewak operowy (baryton) (ur. 1935)[188]
- 30 marca
  - Claire de la Fuente – filipińska piosenkarka (ur. 1958)[189]
- 31 marca
  - Anzor Erkomaishvili – gruziński muzyk i kompozytor (ur. 1940)[190]
  - Ryszard Kopciuch-Maturski – polski basista jazzowy (ur. 1948)[191]
  - Jane Manning – angielska śpiewaczka operowa (sopran), pedagog (ur. 1938)[192]
- 1 kwietnia
  - Patrick Juvet – szwajcarski model, piosenkarz i kompozytor (ur. 1950)[193]
  - Zofia Wilma-Bagniuk – polska śpiewaczka operowa (sopran koloraturowy), pedagog muzyczny (ur. 1929)[194]
- 2 kwietnia
  - Simon Bainbridge – brytyjski kompozytor muzyki klasycznej, pedagog (ur. 1952)[195]
  - Gabi Luncă – rumuńska piosenkarka (ur. 1938)[196]
  - Nelu Ploieşteanu – rumuński piosenkarz i skrzypek, pochodzenia romskiego (ur. 1950)[197]
- 3 kwietnia
  - Jill Corey – amerykańska piosenkarka (ur. 1935)[198]
- 5 kwietnia
  - Marcin Błażewicz – polski kompozytor, pedagog muzyczny (ur. 1953)[199]
  - Veronica Dunne – irlandzka śpiewaczka operowa (sopran), pedagog muzyczny (ur. 1927)[200]
  - Krzysztof Krawczyk – polski piosenkarz obdarzony barytonowym głosem, gitarzysta i kompozytor (ur. 1946)[201]
- 7 kwietnia
  - Wayne Peterson – amerykański kompozytor, pianista i pedagog (ur. 1927)[202][203]
- 9 kwietnia
  - DMX – amerykański raper, aktor, kompozytor i producent filmowy (ur. 1970)[204]
- 10 kwietnia
  - Bob Porter – amerykański producent muzyczny, dyskograf, pisarz i prezenter radiowy (ur. 1940)[205]
- 11 kwietnia
  - Mita Haque – bengalska piosenkarka (ur. 1962)[206]
  - Zoran Simjanović – serbski kompozytor (ur. 1946)[207]
- 13 kwietnia
  - Farid Ahmed – bengalski kompozytor i reżyser (ur. 1960)[208]
- 14 kwietnia
  - Michel Louvain – kanadyjski piosenkarz (ur. 1937)[209]
  - Rusty Young – amerykański gitarzysta i wokalista country, autor piosenek (ur. 1946)[210]
- 15 kwietnia
  - Barby Kelly – irlandzka piosenkarka, członkini zespołu The Kelly Family (ur. 1975)[211]
- 16 kwietnia
  - Barry Mason – angielski autor piosenek (ur. 1935)[212][213]
  - Mike Mitchell – amerykański gitarzysta i wokalista, członek zespołu The Kingsmen (ur. 1944)[214]
- 17 kwietnia
  - Black Rob – amerykański raper (ur. 1969)[215][216][217]
- 18 kwietnia
  - Paul Oscher – amerykański piosenkarz i instrumentalista bluesowy, autor piosenek (ur. 1947)[218][219][220]
- 19 kwietnia
  - Jim Steinman – amerykański kompozytor, producent muzyczny, pianista, piosenkarz, aranżer (ur. 1947)[221][222]
- 20 kwietnia
  - Les McKeown – szkocki piosenkarz, wokalista zespołu Bay City Rollers (ur. 1955)[223][224]
  - Andrzej Rusek – polski gitarzysta basowy (ur. 1958)[225]
- 22 kwietnia
  - Shock G – amerykański raper, muzyk, producent muzyczny (ur. 1963)[226][227]
- 23 kwietnia
  - Milva – włoska piosenkarka i aktorka (ur. 1939)[228][229][230]
- 24 kwietnia
  - Shunsuke Kikuchi – japoński kompozytor (ur. 1931)[231]
  - Richard Hey Lloyd – brytyjski organista i kompozytor (ur. 1933)[232]
  - Christa Ludwig – niemiecka śpiewaczka (mezzosopran) (ur. 1928)[233][234]
  - József Soproni – węgierski kompozytor (ur. 1930)[235]
  - Reinette van Zijtveld – holenderska wokalistka jazzowa (ur. 1961)[236]
- 25 kwietnia
  - Denny Freeman – amerykański muzyk bluesowy (ur. 1944)[236]
  - Rajan Mishra – indyjski piosenkarz (ur. 1951)[237]
- 26 kwietnia
  - Jesús Fichamba – ekwadorski piosenkarz (ur. 1947)[238]
  - Al Schmitt – amerykański inżynier dźwięku i producent nagrań (ur. 1930)[239]
- 27 kwietnia
  - Aleksandar Banjac – serbski kompozytor i pianista (ur. 1976)[240][241]
  - Anita Lane – australijska piosenkarka i autorka tekstów (ur. 1960)[242][243]
  - Corneliu Murgu – rumuński śpiewak operowy (tenor) (ur. 1948)[244]
- 29 kwietnia
  - Kazimierz Kord – polski dyrygent (ur. 1930)[245]
  - Liuwe Tamminga – holenderski organista i klawesynista (ur. 1953)[246][247]
- 30 kwietnia
  - John Dee Holeman – amerykański gitarzysta i wokalista bluesowy, autor piosenek (ur. 1929)[248]
  - Anthony Payne – angielski kompozytor muzyki klasycznej, krytyk muzyczny (ur. 1936)[249][250]
  - Ray Reyes – portorykański piosenkarz (ur. 1970)[251]
- 3 maja
  - Lloyd Price – amerykański wokalista nurtu rhythm and blues (ur. 1933)[252]
- 4 maja
  - Rodolfo Garcia – argentyński perkusista rockowy (ur. 1946)[253]
  - Nick Kamen – angielski model i piosenkarz (ur. 1962)[254]
  - Artur Przygoda – polski gitarzysta rockowy, kompozytor i realizator dźwięku, członek zespołu Farba (ur. 1964)[255]
- 5 maja
  - Lucjan Kaszycki – polski kompozytor, aranżer, publicysta muzyczny, profesor sztuk muzycznych (ur. 1932)[256][257]
- 6 maja
  - Bolesław Pawlus – polski śpiewak (tenor) (ur. 1929)[258][259]
  - Wania Kostowa – bułgarska piosenkarka (ur. 1957)[260]
  - Roman Polisadow – łotewski śpiewak operowy (bas) (ur. 1964)[261]
  - Pervis Staples – amerykański wokalista rytm and blues i gospel, muzyk zespołu The Staple Singers (ur. 1935)[262][263]
- 8 maja
  - Curtis Fuller – amerykański trębacz jazzowy (ur. 1932)[264][265][266]
- 9 maja
  - Luís Vagner – brazylijski piosenkarz, kompozytor, gitarzysta (ur. 1948)[267]
- 10 maja
  - Władimir Redkin – rosyjski śpiewak operowy (baryton) (ur. 1956)[268][269]
  - Svante Thuresson – szwedzki muzyk jazzowy (ur. 1937)[270]
  - Pauline Tinsley – brytyjska śpiewaczka operowa (sopran) (ur. 1928)[271]
- 11 maja
  - Nick Page – brytyjski gitarzysta i kompozytor (ur. 1960)[272]
- 12 maja
  - Bob Koester – amerykański producent nagrań, przedsiębiorca, założyciel i właściciel Delmark Records, niezależnej wytwórni jazzowej i bluesowej (ur. 1932)[273][274]
- 14 maja
  - Sándor Balassa – węgierski kompozytor (ur. 1935)[275]
  - Ester Mägi – estońska kompozytorka, pedagog (ur. 1922)[276]
- 15 maja
  - Fred Dellar – brytyjski dziennikarz muzyczny (ur. 1931)[277]
  - Maria Kouba – austriacka śpiewaczka operowa (sopran) (ur. 1922)[278]
  - Đorđe Marjanović – serbski piosenkarz (ur. 1931)[279][280]
  - Mario Pavone – amerykański kontrabasista i kompozytor jazzowy, pedagog i organizator życia muzycznego (ur. 1940)[281]
- 18 maja
  - Franco Battiato – włoski piosenkarz, autor, malarz, reżyser (ur. 1945)[282][283][284]
- 19 maja
  - Alix Dobkin – amerykańska piosenkarka i kompozytorka folkowa (ur. 1940)[285]
- 20 maja
  - Roger Hawkins – amerykański perkusista (ur. 1945)[286]
- 21 maja
  - Svetozár Štúr – słowacki kompozytor i dyrygent (ur. 1951)[287]
- 23 maja
  - Cristóbal Halffter – hiszpański kompozytor muzyki poważnej (ur. 1930)[288]
- 24 maja
  - John Davis – amerykański piosenkarz, członek zespołu Milli Vanilli (ur. 1954)[289][290]
- 25 maja
  - Tõnu Kilgas – estoński aktor i śpiewak operowy (baryton) (ur. 1954)[291]
  - Rusty Warren – amerykańska komik i piosenkarka (ur. 1930)[292]
- 26 maja
  - Patrick Sky – amerykański piosenkarz folkowy, autor tekstów i producent muzyczny (ur. 1940)[293]
- 29 maja
  - B.J. Thomas – amerykański piosenkarz (ur. 1942)[294][295]
- 31 maja
  - Lil Loaded – amerykański raper (ur. 2000)[296]
  - Norman Simmons – amerykański pianista, kompozytor, aranżer, pedagog (ur. 1929)[297]
- 5 czerwca
  - Grace Griffith – amerykańska piosenkarka folkowa (ur. 1956)[298]
  - Sławomir Kawka – polski muzyk, kompozytor i działacz społeczny (ur. 1962)[299]
- 8 czerwca
  - Dean Parrish – amerykański piosenkarz soulowy (ur. 1942)[300][301]
- 9 czerwca
  - Torgny Björk – szwedzki muzyk, kompozytor i piosenkarz (ur. 1938)[302]
  - Bogusław Skawina – polski trębacz jazzowy (ur. 1948)[303]
- 14 czerwca
  - Ada Biell – polska piosenkarka (ur. 1932)[304]
- 15 czerwca
  - Zbigniew Nikodemski – polski klawiszowiec, członek zespołów Rezerwat i KG Band (ur. 1954)[305]
- 18 czerwca
  - Gift of Gab – amerykański raper (ur. 1970)[306]
- 20 czerwca
  - Jeanne Lamon – amerykańsko-kanadyjska skrzypaczka i dyrygent (ur. 1949)[307][308]
  - Gianna Rolandi – amerykańska śpiewaczka operowa (sopran) (ur. 1952)[309]
- 23 czerwca
  - James Harman – amerykański harmonijkarz i piosenkarz bluesowy, autor piosenek (ur. 1946)[310]
  - Wojciech Karolak – polski muzyk jazzowy, pianista, kompozytor, saksofonista altowy i tenorowy (ur. 1939)[311]
  - Ellen McIlwaine – amerykańska piosenkarka i muzyk bluesowy, autorka tekstów (ur. 1945)[312]
  - Peter Zinovieff – brytyjski inżynier i kompozytor, pionier muzyki elektronicznej (ur. 1933)[313][314]
- 26 czerwca
  - Jon Hassell – amerykański trębacz i kompozytor (ur. 1937)[315][316]
  - Frederic Rzewski – amerykański kompozytor, pianista i pedagog polskiego pochodzenia (ur. 1938)[317]
  - Andrzej Schmidt – polski historyk jazzu (ur. 1922)[318]
- 28 czerwca
  - Elżbieta Stengert – polska specjalistka w zakresie sztuk muzycznych, wokalistyki, dr hab. sztuk muzycznych, profesor zwyczajny Wydziału Edukacji Muzycznej Uniwersytetu Kazimierza Wielkiego w Bydgoszczy (ur. 1958)[319]
- 29 czerwca
  - John Lawton – brytyjski wokalista rockowy, muzyk zespołu Uriah Heep (ur. 1946)[320]
- 1 lipca
  - Louis Andriessen – holenderski kompozytor i pianista (ur. 1939)[321]
  - Leszek Faliński – polski perkusista i klawiszowiec (ur. 1958)[322][323]
- 2 lipca
  - Elliot Lawrence – amerykański pianista jazzowy i bandlieader (ur. 1925)[324]
- 4 lipca
  - Rick Laird – irlandzki gitarzysta basowy, jeden z najbardziej cenionych basistów jazzowych swojego pokolenia. Najbardziej znany jako członek zespołu The Mahavishnu Orchestra (ur. 1941)[325][326]
- 5 lipca
  - Raffaella Carrà – włoska piosenkarka, tancerka i aktorka, osobowość telewizyjna (ur. 1943)[327]
- 10 lipca
  - Esther Béjarano – amerykańska piosenkarka i akordeonistka pochodzenia żydowsko-niemieckiego, więzień obozu koncentracyjnego w Auschwitz (ur. 1924)[328]
  - Byron Berline – amerykański skrzypek country rock (ur. 1944)[329]
  - Jeff LaBar – amerykański gitarzysta metalowy, muzyk zespołu Cinderella (ur. 1963)[330]
- 13 lipca
  - Krystyna Domańska-Maćkowiak – polska muzykolog, profesor chóralistyki (ur. 1936)[331]
- 15 lipca
  - Piotr Mamonow – sowiecki i rosyjski muzyk rockowy, aktor, poeta, prezenter radiowy, znany z grupy muzycznej Zwuki Mu (ros. Зву́ки Му) oraz filmów i występów solowych (ur. 1951)[332]
- 16 lipca
  - Biz Markie – amerykański raper, autor piosenek, DJ i producent nagrań (ur. 1964)[333]
- 17 lipca
  - Robby Steinhardt – amerykański skrzypek i wokalista rockowy najbardziej znanym ze współpracy z grupą Kansas (ur. 1950)[334]
  - Graham Vick – angielski reżyser operowy (ur. 1953)[335][336]
- 18 lipca
  - Milan Lasica – słowacki aktor, dramaturg, komik, piosenkarz i osobowość telewizyjna (ur. 1940)[337][338]
- 20 lipca
  - Inge Ginsberg – austriacko-szwajcarska dziennikarka, pisarka i piosenkarka (ur. 1922)[339]
  - Chuck E. Weiss – amerykański piosenkarz i autor piosenek (ur. 1945)[340]
- 21 lipca
  - Patricia Kennealy-Morrison – amerykańska pisarka, dziennikarka muzyczna (ur. 1946)[341]
- 22 lipca
  - Peter Rehberg – brytyjski kompozytor muzyki elektronicznej (ur. 1968)[342]
- 26 lipca
  - Joey Jordison – amerykański muzyk metalowy, kompozytor i multiinstrumentalista; lider i gitarzysta grupy muzycznej Murderdolls, perkusista grupy Slipknot (ur. 1975)[343]
  - Lech Mokrzecki – polski wiolonczelista, nauczyciel akademicki (ur. 1935)[344]
- 27 lipca
  - Dusty Hill – amerykański muzyk, kompozytor, basista, wokalista i klawiszowiec grupy muzycznej ZZ Top (ur. 1949)[345][346]
- 28 lipca
  - Johnny Ventura – dominikański piosenkarz salsa, polityk (ur. 1940)[347]
- 30 lipca
  - Jacob Desvarieux – francuski piosenkarz, gitarzysta, aranżer i producent muzyczny (ur. 1955)[348]
- 31 lipca
  - Charles Connor – amerykański perkusista rhythm and blues (ur. 1935)[349]
  - Jerzy Matuszkiewicz – polski muzyk jazzowy, saksofonista, kompozytor muzyki filmowej (ur. 1928)[350]
- 1 sierpnia
  - Kazimierz Kowalski – polski śpiewak operowy (bas) (ur. 1951)[351]
- 4 sierpnia
  - Paul Johnson – amerykański producent i DJ muzyki house (ur. 1971)[352]
- 7 sierpnia
  - Dennis Thomas – amerykański saksofonista, muzyk zespołu Kool and the Gang (ur. 1951)[353]
- 9 sierpnia
  - Walter Yetnikoff – amerykański menedżer muzyczny, prezes CBS Records w latach 1971–1990 (ur. 1933)[354]
- 10 sierpnia
  - Stephen Wilkinson – brytyjski dyrygent chóru, kompozytor (ur. 1919)[355][356]
- 13 sierpnia
  - Nanci Griffith – amerykańska piosenkarka, gitarzystka i autorka piosenek (ur. 1953)[357]
- 14 sierpnia
  - Dennis Caplinger – amerykański multiinstrumentalista (ur. 1963)[358]
  - Igor Ojstrach – ukraińsko-rosyjski skrzypek, dyrygent i pedagog (ur. 1931)[359]
  - R. Murray Schafer – kanadyjski kompozytor, badacz pejzażu dźwiękowego, pedagog muzyczny (ur. 1933)[360]
  - Hugh Wood – brytyjski kompozytor (ur. 1932)[361]
- 17 sierpnia
  - Sheila Bromberg – angielska harfistka (ur. 1928)[362][363]
- 19 sierpnia
  - Ian Carey – amerykański DJ i producent muzyczny (ur. 1975)[364]
- 20 sierpnia
  - Tom T. Hall – amerykański piosenkarz country (ur. 1936)[365]
  - Larry Harlow – amerykański pianista salsa, kompozytor i producent muzyczny (ur. 1939)[366]
  - Peter Ind – brytyjski kontrabasista jazzowy, producent nagrań (ur. 1928)[367][368]
  - Michael Morgan – amerykański dyrygent (ur. 1957)[369]
- 21 sierpnia
  - Bill Emerson – amerykański bandżysta (ur. 1938)[370]
  - Don Everly – amerykański muzyk country i rock and roll, piosenkarz i gitarzysta duetu The Everly Brothers (ur. 1937)[371]
  - Bob Fish – brytyjski piosenkarz (ur. 1949)[372]
- 22 sierpnia
  - Micki Grant – amerykańska piosenkarka, aktorka, pisarka i kompozytorka (ur. 1929)[373]
- 24 sierpnia
  - Charlie Watts – angielski perkusista rockowy i jazzowy, muzyk zespołu The Rolling Stones (ur. 1941)[374]
- 26 sierpnia
  - Kenny Malone – amerykański perkusista i perkusjonista folk i country (ur. 1938)[375]
- 27 sierpnia
  - Jan Borkowski – polski dziennikarz muzyczny, producent nagrań i koncertów radiowych, wieloletni pracownik Polskiego Radia (ur. 1934)[376]
  - Andrzej Marchewka – polski trębacz jazzowy, założyciel, członek i lider zespołu Beale Street Band (ur. 1944)[377]
  - Siegfried Matthus – niemiecki kompozytor (ur. 1934)[378]
  - Barbara Moore – brytyjska kompozytorka i piosenkarka (ur. 1932)[379]
- 28 sierpnia
  - Teresa Żylis-Gara – polska śpiewaczka operowa (sopran liryczny) (ur. 1930)[380][381]
- 29 sierpnia
  - Lee Perry – jamajski producent muzyczny, kompozytor, dubmaster, autor tekstów (ur. 1936)[382]
- 30 sierpnia
  - Bjarne Fiskum – norweski skrzypek, dyrygent, kompozytor i pedagog (ur. 1939)[383]
- 1 września
  - Adalberto Álvarez – kubański pianista i kompozytor (ur. 1948)[384]
- 2 września
  - Michel Corboz – szwajcarski dyrygent (ur. 1934)[385]
  - Alemayehu Eshete – etiopski piosenkarz i autor piosenek (ur. 1941)[386][387]
  - Mikis Theodorakis – grecki kompozytor i polityk (ur. 1925)[388]
- 3 września
  - Bernadetta Matuszczak – polska kompozytorka (ur. 1931)[389]
- 5 września
  - Carmen Balthrop – amerykańska śpiewaczka operowa (sopran) (ur. 1948)[390]
  - Sarah Harding – angielska piosenkarka, modelka i aktorka (ur. 1981)[391][392]
  - Ralph Irizarry – amerykański perkusjonista latin jazzowy (ur. 1954)[393]
- 6 września
  - Bennie Pete – amerykański Suzafonista jazzowy, bandleader zespołu Hot 8 Brass Band (ur. 1976)[394]
- 7 września
  - Phil Schaap – amerykański didżej radiowy i historyk jazzu (ur. 1951)[395]
- 8 września
  - Robert Prizeman – angielski kompozytor, dyrygent chóru (ur. 1952)[396]
  - Bartosz Sosnowski – polski piosenkarz bluesowy, kompozytor, gitarzysta (ur. 1983)[397]
- 9 września
  - Amanda Holden – brytyjska pianistka, librecistka, tłumaczka i pedagog (ur. 1948)[398]
- 10 września
  - Michael Chapman – angielski piosenkarz, autor piosenek i wirtuoz gitary (ur. 1941)[399]
- 11 września
  - María Mendiola – hiszpańska piosenkarka disco, członkini duetu Baccara (ur. 1952)[400]
  - Loris Voltolini – chorwacki dyrygent (ur. 1954)[401]
- 12 września
  - Don Maddox – amerykański muzyk country, skrzypek (ur. 1922)[402]
- 13 września
  - George Wein – amerykański promotor jazzu, pianista i producent (ur. 1925)[403]
- 14 września
  - Eliot Wadopian – amerykański kontrabasista jazzowy, laureat nagrody Grammy (ur. 1958)[404]
- 15 września
  - Norman Bailey – brytyjski śpiewak operowy (bas-baryton) (ur. 1933)[405]
- 16 września
  - Geir Johnson – norweski kompozytor muzyki klasycznej (ur. 1953)[406][407]
  - George Mraz – amerykański kontrabasista i saksofonista jazzowy czeskiego pochodzenia (ur. 1949)[408]
  - Jane Powell – amerykańska piosenkarka, tancerka i aktorka (ur. 1929)[409][410]
- 17 września
  - Dottie Dodgion – amerykańska perkusistka i wokalistka jazzowa (ur. 1929)[411]
  - Paweł Tartanus – polski wokalista, bandżysta i gitarzysta jazzowy (ur. 1947)[412]
- 19 września
  - Sylvano Bussotti – włoski kompozytor, reżyser teatralny (ur. 1931)[413][414]
  - Warner Williams – amerykański gitarzysta bluesowy (ur. 1930)[415]
- 20 września
  - Sarah Dash – amerykańska piosenkarka i aktorka (ur. 1945)[416]
  - Claude Lombard – belgijska piosenkarka (ur. 1945)[417]
- 21 września
  - Bezczel, właśc. Michał Andrzej Banaszek – polski raper (ur. 1984)[418]
  - Richard H. Kirk – angielski producent, instrumentalista i kompozytor muzyki elektronicznej (ur. 1956)[419][420]
  - Melvin Van Peebles – amerykański reżyser, pisarz, scenarzysta, kompozytor oraz dramaturg (ur. 1932)[421]
- 22 września
  - Olga Borisowa – bułgarska piosenkarka folkowa (ur. 1941)[422]
  - Bob Moore – amerykański kontrabasita country, muzyk sesyjny (ur. 1932)[423]
  - Jan Stanienda – polski skrzypek i kameralista, pedagog (ur. 1953)[424]
- 23 września
  - Pee Wee Ellis – amerykański saksofonista, kompozytor, arańżer jazzowy (ur. 1941)[425]
  - Roberto Roena – portorykański perkusjonista salsa, leader orkiestry, tancerz (ur. 1940)[426]
  - Sue Thompson – amerykańska piosenkarka pop i country (ur. 1925)[427]
- 26 września
  - George Frayne – amerykański wokalista i klawiszowiec country rockowy (ur. 1944)[428]
  - Alan Lancaster – angielski basista rockowy, muzyk zespołu Status Quo (ur. 1949)[429][430]
- 27 września
  - Andrea Martin – amerykańska piosenkarka R&B, autorka piosenek, producentka nagrań (ur. 1972)[431]
- 28 września
  - Karan Armstrong – amerykańska śpiewaczka operowa (sopran) (ur. 1941)[432]
  - Mike Renzi – amerykański pianista, wokalista i kompozytor jazzowy (ur. 1941)[433]
  - Barry Ryan – brytyjski piosenkarz (ur. 1948)[434][435]
  - Elżbieta Ryl-Górska – polska śpiewaczka operetkowa (sopran), pedagog muzyczny (ur. 1933)[436]
  - Lonnie Smith – amerykański organista jazzowy (ur. 1942)[437][438]
  - Maciej Strzelczyk – polski skrzypek jazzowy, aranżer (ur. 1959)[439]
- 29 września
  - Hayko – ormiański piosenkarz, reprezentant Armenii w 52. Konkursie Piosenki Eurowizji (2007) (ur. 1973)[440]
  - Bronius Kutavičius – litewski kompozytor (ur. 1932)[441]
  - Julia Nixon – amerykańska piosenkarka R&B (ur. 1955)[442]
  - Ivan Tasovac – serbski pianista i polityk, minister kultury (2013–2016) (ur. 1966)[443]
- 30 września
  - Lennart Åberg – szwedzki kompozytor i saksofonista jazzowy (ur. 1942)[444]
  - Carlisle Floyd – amerykański kompozytor operowy, pianista, pedagog (ur. 1926)[445][446]
- 1 października
  - Raymond Gniewek – amerykański skrzypek (ur. 1931)[447][448]
  - Robin Morton – irlandzki muzyk folkowy (ur. 1939)[449]
- 2 października
  - Sebastião Tapajós – brazylijski gitarzysta i kompozytor (ur. 1943)[450]
- 3 października
  - Gianpiero Taverna – włoski dyrygent i kompozytor (ur. 1932)[451][452]
- 6 października
  - Aleksandar Stepić – serbski muzyk i kompozytor (ur. 1932)[453]
- 8 października
  - Rabah Driassa – algierski piosenkarz folkowy, kompozytor, muzyk, poeta, artysta malarz (ur. 1934)[454]
  - Petru Guelfucci – francuski piosenkarz (ur. 1955)[455]
  - Jim Pembroke – brytyjski wokalista, autor piosenek, keybordzista rocka progresywnego (ur. 1946)[456]
- 9 października
  - Dee Pop – amerykański perkusista rockowy (ur. 1956)[457]
- 10 października
  - Luis de Pablo – hiszpański kompozytor (ur. 1930)[458]
- 11 października
  - Kenneth Essex – brytyjski skrzypek i altowiolista, zagrał w piosence „Yesterday” zespołu The Beatles (ur. 1920)[459]
  - Deon Estus – amerykański basista zespołu Wham! oraz projektów solowych George’a Michaela (ur. 1956)[460]
  - Paddy Moloney – irlandzki muzyk i kompozytor folkowy (ur. 1938)[461][462]
  - Guntis Skrastiņš – łotewski aktor, piosenkarz, prezenter telewizyjny (ur. 1954)[463]
- 12 października
  - René Langel – szwajcarski saksofonista jazzowy i dziennikarz muzyczny (ur. 1924)[464][465]
- 13 października
  - Bella Rudenko – sowiecka i ukraińska śpiewaczka operowa (sopran) (ur. 1933)[466]
- 16 października
  - Alan Hawkshaw – brytyjski kompozytor (ur. 1937)[467][468]
  - Ron Tutt – amerykański perkusista (ur. 1938)[469][470]
- 17 października
  - Zbigniew Bernolak – polski muzyk, gitarzysta basowy w zespołach Niebiesko-Czarni, Polanie, Quorum i ABC (ur. 1939)[471]
  - Bruce Gaston – amerykański klawiszowiec tajskiej muzyki folkowej; kompozytor, pedagog (ur. 1946)[472]
- 18 października
  - Ralph Carmichael – amerykański kompozytor i aranżer (ur. 1927)[473]
  - Anna Czekanowska-Kuklińska – polska muzykolog (etnomuzykolog), profesor sztuk muzycznych (ur. 1929)[474]
  - Edita Gruberová – słowacka śpiewaczka operowa (sopran koloraturowy) (ur. 1946)[475]
  - Concha Márquez Piquer – hiszpańska aktorka i piosenkarka (ur. 1945)[476]
- 19 października
  - Leslie Bricusse – brytyjski kompozytor (ur. 1931)[477][478]
  - Antonio Coggio – włoski kompozytor (ur. 1939)[479]
  - Hanuš Domanský – słowacki kompozytor (ur. 1944)[480]
- 20 października
  - Hans Haselböck – austriacki organista i kompozytor (ur. 1928)[481][482]
  - Władimir Michajłow – rosyjski dyrygent i kompozytor (ur. 1942)[483]
  - Allan Wilmot – brytyjski muzyk R&B pochodzenia jamajskiego, członek zespołu The Southlanders (ur. 1925)[484]
- 21 października
  - Einár – szwedzki raper (ur. 2002)[485]
  - Bernard Haitink – holenderski dyrygent (ur. 1929)[486]
- 22 października
  - Jay Black – amerykański piosenkarz rock and rollowy (ur. 1938)[487]
  - Udo Zimmermann – niemiecki muzykolog, dyrygent, kompozytor, reżyser operowy (ur. 1943)[488]
- 23 października
  - Alfredo Diez Nieto – kubański kompozytor, dyrygent i pedagog (ur. 1918)[489][490]
  - Pee Wee Ellis – amerykański saksofonista jazzowy, kompozytor i aranżer (ur. 1941)[491]
  - Massimo Pradella – włoski dyrygent i skrzypek (ur. 1924)[492]
- 24 października
  - Sonny Osborne – amerykański muzyk bluegrass, bandżysta (ur. 1937)[493]
- 25 października
  - Regina Chłopicka – polska teoretyk muzyki (ur. 1934)[494]
  - Ginny Mancini – amerykańska wokalistka jazzowa, aktorka i filantropka (ur. 1924)[495]
- 26 października
  - Rose Lee Maphis – amerykańska piosenkarka country (ur. 1922)[496]
- 27 października
  - Oddie Agam, właśc. Oddie Agam Luntungan – indonezyjski muzyk, wokalista i twórca piosenek (ur. 1953)[497]
  - Domenico Attanasio – włoski piosenkarz (ur. 1926)[498]
  - Letieres Leite – brazylijski kompozytor i dyrygent (ur. 1959)[499][500]
- 28 października
  - Raša Đelmaš – serbski perkusista rockowy (ur. 1950)[501]
- 30 października
  - Aleksandra Bubicz-Mojsa – polska śpiewaczka operowa (sopran koloraturowy), pedagog (ur. 1967)[502]
- 31 października
  - Joan Carlyle – angielska śpiewaczka operowa (sopran) (ur. 1931)[503]
- 1 listopada
  - Nelson Freire – brazylijski pianista klasyczny (ur. 1944)[504]
  - Pat Martino – amerykański gitarzysta jazzowy i kompozytor pochodzenia włoskiego (ur. 1944)[505]
  - Alvin Patterson – jamajski perkusjonista reggae, członek zespołu The Wailers (ur. 1930)[506][507]
  - Henryk Siuda – polski instrumentalista i dyrygent (ur. 1943)[508]
- 2 listopada
  - Sabah Fakhri – syryjski piosenkarz (tenor) (ur. 1933)[509]
  - Ronnie Wilson – amerykański muzyk R&B, członek zespołu The Gap Band (ur. 1948)[510]
- 3 listopada
  - Joanna Bruzdowicz-Tittel – polska kompozytorka, pianistka, krytyk muzyczny i publicystka (ur. 1943)[511]
  - Georgie Dann – francuski piosenkarz (ur. 1940)[512]
- 4 listopada
  - Jacek Rządkowski – polski organista, kompozytor, teolog, taternik, społecznik (ur. 1967)[513]
- 5 listopada
  - Marília Mendonça – brazylijska piosenkarka, autorka tekstów (ur. 1995)[514]
- 6 listopada
  - Barry Coope – angielski wokalista folkowy, członek zespołu Coope Boyes and Simpson (ur. 1954)[515]
  - Marinko Rokvić – serbski piosenkarz (ur. 1954)[516]
  - Petrică Mâţu Stoian – rumuński piosenkarz (ur. 1960)[517]
  - Terence „Astro” Wilson – brytyjski trębacz, perkusista i wokalista reggae, muzyk zespołu UB40 (ur. 1957)[518][519]
- 8 listopada
  - Franck Olivier – belgijski kompozytor i piosenkarz (ur. 1948)[520]
  - Franz Streitwieser – amerykański trębacz niemieckiego pochodzenia (ur. 1939)[521]
- 9 listopada
  - John Kinsella – irlandzki kompozytor muzyki klasycznej (ur. 1932)[522]
- 10 listopada
  - Wiaczesław Gorski – rosyjski pianista jazzowy (ur. 1953)[523]
  - Miroslav Žbirka – słowacki piosenkarz, kompozytor, autor tekstów (ur. 1952)[524]
- 11 listopada
  - John Goodsall – brytyjski gitarzysta, członek zespołów Atomic Rooster i Brand X (ur. 1953)[525]
  - Graeme Edge – brytyjski perkusista, członek i współzałożyciel zespołu The Moody Blues (ur. 1941)[526]
  - Aga Mikolaj – polska śpiewaczka operowa (sopran) (ur. 1971)[527]
- 15 listopada
  - Heber Bartolome – filipiński piosenkarz folkowy i rockowy, autor piosenek, kompozytor, malarz (ur. 1948)[528]
- 17 listopada
  - Keith Allison – amerykański wokalista, gitarzysta, basista, autor piosenek i aktor (ur. 1942)[529]
  - Dave Frishberg – amerykański pianista, wokalista i kompozytor jazzowy (ur. 1933)[530]
  - Young Dolph – amerykański raper (ur. 1985)[531]
- 18 listopada
  - Slide Hampton – amerykański puzonista jazzowy, kompozytor i aranżer (ur. 1932)[532][533]
  - Mick Rock – brytyjski fotograf, znany ze współpracy z wieloma gwiazdami sceny rockowej (ur. 1948)[534]
  - Ack van Rooyen – holenderski trębacz jazzowy (ur. 1930)[535]
  - Benone Sinulescu – rumuński piosenkarz (ur. 1937)[536]
  - Andrzej Urny – polski gitarzysta kompozytor i aranżer, członek zespołów Irjan, Dżem, Perfect i Krzak (ur. 1957)[537]
- 20 listopada
  - David Longdon – brytyjski multiistrumentalista i wokalista; muzyk progresywno-rockowego zespołu Big Big Train (ur. 1965)[538]
  - Merima Njegomir – serbska piosenkarka (ur. 1953)[539]
- 21 listopada
  - Gordon Crosse – angielski kompozytor (ur. 1937)[540]
  - Paulos Raptis – polski śpiewak operowy pochodzenia greckiego (tenor) (ur. 1936 lub 1933)[541][542]
- 22 listopada
  - Volker Lechtenbrink – niemiecki aktor i piosenkarz (ur. 1944)[543]
  - Joanne Shenandoah – amerykańska piosenkarka, kompozytorka i gitarzystka (ur. 1957)[544][545]
- 23 listopada
  - Tatjana Czudowa – rosyjska kompozytorka (ur. 1944)[546]
  - Nikołaj Gołyszew – rosyjski śpiewak operowy (ur. 1929)[547][548]
- 24 listopada
  - Mārtiņš Brauns – łotewski kompozytor (ur. 1951)[549][550]
  - Leonid Zimnienko – rosyjski śpiewak operowy (bas) (ur. 1943)[551]
- 25 listopada
  - Nikołaj Zimin – rosyjski kompozytor pochodzenia czuwaskiego (ur. 1942)[552]
- 26 listopada
  - Teppo Hauta-aho – fiński kontrabasista i kompozytor (ur. 1941)[553]
  - Stephen Sondheim – amerykański kompozytor musicali oraz autor tekstów piosenek (ur. 1930)[554][555]
- 28 listopada
  - Aleksandr Gradski – radziecki i rosyjski piosenkarz i pieśniarz, poeta, autor tekstów, kompozytor i gitarzysta (ur. 1949)[556]
  - Christiana Lavida – grecka piosenkarka (ur. 1953)[557][558]
- 30 listopada
  - Pamela Helen Stephen – brytyjska śpiewaczka operowa (mezzosopran) (ur. 1964)[559][560]
  - Roman Syrek – polski puzonista i akordeonista jazzowy (ur. 1952)[561][562][563]
- 1 grudnia
  - Grand Jojo – belgijski piosenkarz (ur. 1936)[564]
  - Alvin Lucier – amerykański kompozytor muzyki eksperymentalnej i instalacji dźwięku (ur. 1931)[565][566]
- 2 grudnia
  - Abdel Karim al Kabli – sudański piosenkarz folkowy, poeta, kompozytor, autor piosenek (ur. 1932)[567]
- 3 grudnia
  - Janusz Wegiera – polski dziennikarz radiowy, autor tekstów piosenek i popularyzator polskiej twórczości artystycznej (ur. 1946)[568][569]
- 4 grudnia
  - Stonewall Jackson – amerykański piosenkarz, gitarzysta i muzyk country (ur. 1932)[570]
  - Idang Rasjidi – indonezyjski muzyk jazzowy (ur. 1958)[571]
- 5 grudnia
  - Oleg Emirow – rosyjski kompozytor, aranżer, klawiszowiec (ur. 1970)[572][573]
  - John Miles – angielski muzyk rockowy; piosenkarz, gitarzysta i klawiszowiec (ur. 1949)[574]
  - Toni Santagata – włoski piosenkarz i artysta kabaretowy (ur. 1935)[575]
  - Bill Staines – amerykański muzyk folkowy (ur. 1947)[576]
- 6 grudnia
  - János Kóbor – węgierski wokalista, członek zespołu Omega (ur. 1943)[577][578]
- 7 grudnia
  - Steve Bronski – szkocki klawiszowiec, perkusista, gitarzysta i wokalista, członek zespołu Bronski Beat (ur. 1960)[579][580]
  - Greg Tate – amerykański pisarz, muzyk i krytyk muzyczny (ur. 1957)[581]
- 8 grudnia
  - Barry Harris – amerykański pianista jazzowy, bandleader, kompozytor, aranżer i pedagog (ur. 1929)[582]
  - Phú Quang – wietnamski kompozytor (ur. 1949)[583]
  - Robbie Shakespeare – jamajski gitarzysta basowy i producent muzyczny (ur. 1953)[584]
  - Slim 400 – amerykański raper (ur. 1988)[585]
  - Malcolm Troup – kanadyjski pianista i pedagog (ur. 1930)[586]
- 9 grudnia
  - David Lasley – amerykański piosenkarz i autor tekstów (ur. 1947)[587][588]
- 10 grudnia
  - Thomas Mensforth – angielski muzyk punkowy, wokalista zespołu Angelic Upstarts (ur. 1956)[589][590]
  - Michael Nesmith – amerykański muzyk, wokalista i gitarzysta zespołu The Monkees, autor tekstów piosenek, producent muzyczny (ur. 1942)[591][592]
- 11 grudnia
  - Kazimierz Pustelak – polski śpiewak operowy (tenor) (ur. 1930)[593][594]
- 12 grudnia
  - Vicente Fernández – meksykański piosenkarz, aktor i producent filmowy (ur. 1940)[595][596]
- 14 grudnia
  - Phil Chen – chińsko-jamajski basista i muzyk sesyjny (ur. 1946)[597]
  - Ken Kragen – amerykański manager muzyczny, producent telewizyjny (ur. 1936)[598]
  - Tadeusz Ross – polski aktor, satyryk, piosenkarz, tekściarz, scenarzysta i polityk (ur. 1938)[599]
  - Karl Heinz Wahren – niemiecki pianista i kompozytor (ur. 1933)[600]
- 15 grudnia
  - Tadeusz Chachaj – polski dyrygent, dyrektor Filharmonii Białostockiej (1971–1989) (ur. 1929)[601][602]
  - Francisco Kröpfl – argentyński kompozytor (ur. 1931)[603]
  - Wanda Young – amerykańska piosenkarka, członkini zespołu The Marvelettes (ur. 1943)[604][605]
- 16 grudnia
  - Pavle Dešpalj – chorwacki dyrygent i kompozytor (ur. 1934)[606][607]
  - Leonard Hubbard – amerykański basista, członek zespołu The Roots (ur. 1959)[608][609]
  - Jan Wojtacha – polski dyrygent, kierownik chóru, wykładowca akademicki (ur. 1935)[610][611][612][613]
- 17 grudnia
  - John Mitchinson – angielski śpiewak operowy (tenor) (ur. 1932)[614]
  - Vicente Feliú – kubański piosenkarz (ur. 1947)[615]
- 18 grudnia
  - Kangol Kid – amerykański raper (ur. 1966)[616]
  - Renée Martel – kanadyjska piosenkarka country (ur. 1947)[617]
- 19 grudnia
  - Judith Davidoff – amerykańska altowiolistka, wiolonczelistka i pedagog (ur. 1927)[618]
  - Sally Ann Howes – angielska aktorka i piosenkarka (ur. 1930)[619][620]
  - Carlos Marín – hiszpański wokalista (baryton), członek zespołu Il Divo (ur. 1968)[621][622]
- 20 grudnia
  - Luboš Andršt – czeski gitarzysta i kompozytor, członek zespołu Jazz Q (ur. 1948)[623]
- 21 grudnia
  - George Alexander Albrecht – niemiecki dyrygent i kompozytor (ur. 1935)[624]
- 22 grudnia
  - Jürg Wyttenbach – szwajcarski kompozytor, dyrygent i pianista (ur. 1935)[625]
- 24 grudnia
  - J. D. Crowe – amerykański muzyk bluegrass, bandżysta (ur. 1937)[626][627]
  - Oscar López Ruiz – argentyński kompozytor i gitarzysta (ur. 1938)[628]
- 27 grudnia
  - Lesław Lic – polski klarnecista i pianista jazzowy, członek zespołu Melomani (ur. 1930)[629]
  - Victor Socaciu – rumuński piosenkarz i kompozytor (ur. 1953)[630][631]
- 28 grudnia
  - Conny Conrad – niemiecki gitarzysta, kompozytor, autor tekstów, producent muzyczny (ur. 1958)[632]
- 29 grudnia
  - Peter Klatzow – południowoafrykański kompozytor i pianista (ur. 1945)[633][634]
- 30 grudnia
  - Gottfried Michael Koenig – niemiecki kompozytor, teoretyk muzyki i pedagog (ur. 1926)[635][636][637][638]
  - Stephen J. Lawrence – amerykański kompozytor muzyki filmowej, telewizyjnej i teatralnej (ur. 1939)[639][640][641]

## Opera
- 10 września – światowa prapremiera opery Wanda Joanny Wnuk-Nazarowej[642]

## Film muzyczny
- 25 grudnia – Maryla. Tak kochałam (dokument)[643]

## Nagrody
- 26 czerwca – Fryderyki 2021 Gala Muzyki Poważnej[644][645]
- 5 sierpnia – Fryderyki 2021 Gala Muzyki Rozrywkowej i Jazzu[644][646]
- 9 września – 30. Mercury Prize – Arlo Parks Collapsed in Sunbeams[647][648]
- 21 października – XVIII Międzynarodowy Konkurs Pianistyczny im. Fryderyka Chopina – Bruce Liu[649]
- 29 listopada – Nagroda Mediów Publicznych Kategoria „Muzyka” – Józef Skrzek[650]